# 稲葉正盛
稲葉 正盛（いなば まさもり）は、安房館山藩の第3代藩主。

## 生涯
寛政3年（1791年）10月9日、第2代藩主稲葉正武の長男として生まれる。文化9年（1812年）3月9日に父の隠居にともない家督を継いだ。同年12月24日に従五位下、播磨守に叙任する。文政2年（1819年）、大坂加番となるが、在任中に病に倒れ、12月6日に大坂で死去した。享年29。跡を長男の正巳が継いだ。

## 系譜
父母
- 稲葉正武（父）
- 加納久周の娘（母）

正室
- 本多千 ー 本多忠誠の娘

子女
- 稲葉正巳（長男）生母は千（正室）